# نیتن تروت
نیتن تروت (انگلیسی: Nathan Trott؛ زادهٔ ۲۱ نوامبر ۱۹۹۸) بازیکن فوتبال اهل انگلستان است که به عنوان دروازه‌بان بازی می‌کند.
از باشگاه‌هایی که در آن بازی کرده‌است می‌توان به باشگاه فوتبال وستهام یونایتد و باشگاه فوتبال نانسی اشاره کرد.
وی همچنین در تیم ملی فوتبال زیر ۲۰ سال انگلستان بازی کرده‌است.

## دوران ملی
تروت نماینده انگلیس در سطح زیر ۲۰ سال است و در مسابقات قهرمانی اروپا زیر ۱۹ سال ۲۰۱۷ نیزی عضوی از تیم بوده‌است.
در ۳۰ اوت ۲۰۱۹، تروت برای اولین بار در ترکیب تیم ملی فوتبال زیر ۲۱ سال انگلستان قرار گرفت.